# Tiraque
Tiraque é uma cidade da Bolívia, capital da província de Tiraque, no departamento de Cochabamba. Está situada a 3.398 metros de altitude.
- latitude: 17° 25' 0 Sul
- longitude: 65° 43' 0 Oeste